# ماویس فریمن
ماویس فریمن (به انگلیسی: Mavis Freeman) (زادهٔ ۷ نوامبر ۱۹۱۸) شناگر اهل ایالات متحده آمریکا است.